# 에코 이펙트
《에코 이펙트》(영어: Echo Effect)는 2015년에 공개된 미국의 영화이다.

## 캐스트
주연
- 마이클 제이 화이트

조연
- 맥스 라이언
- 스티브 오스틴
- 엘렌 예이츠